# Sybra dawsoni
Sybra dawsoni är en skalbaggsart som beskrevs av Stefan von Breuning 1970. Sybra dawsoni ingår i släktet Sybra och familjen långhorningar. Inga underarter finns listade i Catalogue of Life.